# Sony Alpha 7 III
La Sony α7 III (modelo ILCE7M3B) es una cámara sin espejo de objetivos intercambiables de fotograma completo fabricada por Sony. Fue anunciada por primera vez el 26 de febrero de 2018 como la sucesora de la Sony α7 II.

## Características
La cámara incorpora importantes mejoras respecto a su modelo anterior, la α7 II. Comenzando por el sensor, muy similar a su predecesora, la Sony Alpha 7 III tiene un Sensor CMOS Exmor R retroiluminado de un tamaño de (35,8 x 23,9 mm) de 24,2 megapíxeles y una resolución máxima de 6000 x 4000 puntos. Gracias al nuevo motor de procesamiento BIONZ X consigue aumentar la velocidad de procesamiento 1.8 veces en comparación con la Sony α7 II.
Gracias a estos nuevos componentes la cámara consigue disparar a velocidades más rápidas, posee disparo continuo de hasta 10 fotogramas por segundo. El rango de ISO es de 100 a 51200 (ampliable de 50 a 204800), permitiendo fotografiar incluso con baja luminosidad, gracias también a su gran rango dinámico de 15 stops en condiciones de baja sensibilidad. También se ha mejorado significativamente la reproducción de color respecto a modelos anteriores.
La Sony Alpha A7 III tiene diversos formatos de salida, entre ellos están el JPEG clásico o el RAW de 14 bits.
La cámara tiene un sistema de estabilización óptico por desplazamiento del sensor en 5 ejes, permitiendo fotografiar a baja velocidad de obturación sin necesidad de trípode y haciendo los vídeos más estables.
El rendimiento del AF (Auto-Foco) se ha mejorado notablemente respecto a su predecesora. La A7 III tiene un sistema de enfoque automático híbrido con 692 puntos de detección de fases (heredado del modelo α9) y 425 puntos con detección de contraste. Este sistema cubre el 93% del sensor y es considerado uno de los mejores sistemas de enfoque del mercado. La velocidad del AF y el seguimiento de este se ha mejorado enormemente, gracias a la lectura más rápida de las imágenes. También hay una opción de enfoque al ojo llamada Eye AF.
Se ha incorporado un joystick trasero para elegir punto de enfoque y manejar los menús, además de incorporar pantalla táctil de 3 pulgadas y 921600 puntos que es extraíble. Además, hay 81 nuevas opciones para personalizar la cámara a gusto del usuario y asignarlas entre 11 botones.
Las opciones de vídeo que ofrece la cámara son muchas, pero destaca la grabación en 4K (3840 x 2160 píxeles) sin recorte del sensor. La cámara realiza un escalado interno en la captura de vídeo pasando de 6K a 4K para producir vídeos con alta calidad de detalle. También hay disponibles diversos perfiles de grabación, empezando por el HLG (Hybrid-Log Gamma), que permite la captura en HDR. Además, también están disponibles los perfiles S-Log2 y S-Log3 para mayor riqueza de color. La cámara puede grabar a 30 fps en 4K, y 120 fps a Full HD a una velocidad de hasta 100 Mbps.
La cámara incorpora doble ranura para tarjetas de memoria que permite el almacenamiento de diferentes archivos como JPEG y RAW en carpetas distintas, igual que archivos de imagen fija o vídeo. La duración de la batería también se ha ampliado considerablemente respecto a su anterior modelo, la α7 III según la medición CIPA ofrece hasta 710 disparos por carga, en el momento de su lanzamiento era la cámara sin espejo con la batería con más duración del mercado.
Se ha añadido una nueva funcionalidad a la cámara, la opción "Mi menú", mediante la que se pueden registrar hasta 30 elementos para seleccionarlos cuando sea necesario. También se pueden seleccionar imágenes para destacar o encontrarlas fácilmente después en el menú o la carpeta. 
El peso y las medidas son características a destacar, y es que a pesar de ser una cámara tan potente, con batería y tarjeta de memoria el peso es de 650 gramos. Respecto a modelos anteriores se ha mejorado la ergonomía, dado que el reducido tamaño de las A7 anteriores hacía difícil su agarre. 

#### Capacidades inalámbricas y de red
Incluye conexiones WiFi para transferencia de archivos y tiene un terminal USB Type-C.
El modelo α7 III incluye un nuevo software de Sony llamado "Imaging Edge", que sirve como herramienta creativa durante todo el proceso de disparo. Permite conectar la cámara al ordenador para utilizarlo como visor, se puede utilizar para la transferencia de imágenes y también para la edición de éstas.

## Accesorios
La cámara dispone de una amplia compatibilidad con multitud de accesorios. Tiene una montura de objetivos tipo E de Sony, al que muchas otras marcas como Sigma o Tamron se han sumado adaptando sus objetivos a esta montura. También existen adaptadores de otras marcas para montura E, mediante el cual podríamos montar objetivos Canon o Nikon en una Sony.
En la parte superior la cámara tiene una zapata para utilizar Flash externo.
En el lateral izquierdo existen conexiones para micrófono y visor externo.

## Actualizaciones
El 11 de abril de 2019 se presentó una gran actualización de firmware para la Sony Alpha 7 III, concretamente la 3.0, la mayor hasta la fecha. 
En esta actualización se incluyeron nuevas características de uso, entre las más destacables se encuentran el Eye AF para animales, una función innovadora. También se añadió la activación del Eye AF mediante la pulsación del obturador hasta la mitad. Se añade la función de disparo a intervalos.